# Зиряб
Абу И-Хасан „Али Ибн Нафи“ (арабски: أبو الحسن علي ابن نافع; кюрдски: أبو الحسن علي ابن نافع Zorab) е арабски, африкански, кюрдски или персийски полимат (от гръцки: „който е научил много“): най-вече музикант, певец, поет, но също и химик, козметолог, моден дизайнер, стратег, астроном, ботаник и географ.
Развива дейност при династията Умаяди в кордобския им дворец в Ал-Андалус (Ислямска Иберия). Първоначално става известен в халифския двор на династията Абасиди в Багдад, Ирак (неговото родно място) като изпълнител и ученик на великия кюрдски музикант и композитор, Исхак ал-Мавсили.
Зиряб бил надарен ученик на Ишак ал-Мавсили (починал през 850 г.). Напуска Багдад по времето на абасидския халиф ал-Ма'мун (п. 833 г.). и се премества в Кордоба на южния Иберийски полуостров, където е приет за придворен музикант от Абд ал-Рахман II (822 – 852) от династията Умаяди.

## Исторически контекст
Със завладяването на все повече територии от ислямските армии тяхната култура се пренесла с тях и заела територии от западен Китай на изток до Иберийския полуостров на запад. След като през 8 век завладели почти цяла Hispania (римското име на полуострова), която преименували на Ал-Андалус, мюсюлманите били малцинство за съвсем кратко време, превъзхождани по численост от християни, както и от малка юдейска общност, които имали свои собствени стилове музика. С пристигането си мюсюлмани и араби внедряват свои собствени стилове музика и главните градове на Иберия скоро стават добре познати музикални центрове сред ислямския свят. През 8-и и 9 век много музиканти и артисти от ислямския свят се струпват в Иберия. Докато много от тях били талантливи, Зиряб ги превъзхождал значително.

## Ранен живот
Има противоречиви сведения за ранните години на Зиряб. Той е роден около 789 г. Според най-ранните сведения за него той бил от африканска или смесена арабско-африканска раса; в този период мюсюлманите водели много африкански роби със себе си към земите, които завладели, и много от тези роби били известни с музикалните си способности. Зиряб бил роден най-вероятно в Багдад и започнал да се обучава на музикално изкуство от най-ранна възраст. По това време Багдад бил важен музикален център в мюсюлмансия свят. Всички източници са единодушни, че образованият и талантлив музикант Исхак ал-Мавсили бил учител на Зиряб. Има спор относно как е пристигнал в Ал-Андалус, но вероятно е засегнал своя покровител или друга влиятелна личност с музикалния си талант. Източник от ал-Маккари казва, че Зиряб предизвикал ревността на своя ментор, изнасяйки впечатляващ концерт за халиф Харун ал-Рашид (809 г.), в резултат на което ал-Мавсили го накарал да напусне града. Други, по-ранни и по-достоверни източници твърдят, че той надживял и Харун ал-Рашид, и неговия син ал-Амин и напуснал след смъртта на втория през 813 г.
Зиряб напуснал Багдад през управлението на ал-Мамун, някъде след 813 г. Тогава отпътувал за Сирия, след което за Ифрикия (Тунис), където живял в двора на династия Аглабиди при емир Зиядат Аллах I (816 – 837). Зиряб се скарал със Зиядат Аллах, но бил поканен в Ал-Андалус от умаядския принц Ал-Хакам I (796 – 822). Когато Зиряб пристигнал през 822 г., принцът вече бил починал, но неговият син Абд ал-Рахман II подновил поканата на баща си. Зиряб се заселил в Кордоба и му била отпусната месечна заплата в размер на 200 златни динара; скоро се прославил дори още повече сред дворцовите почитатели на храната, модата, пеенето и музиката. Той въвел отлични стандарти във всяка от тези области, както и нови норми за изтънчени и благородни обноски. Зиряб станал значителна културна фигура и получил огромна заплата от Абд ал-Рахман II. Той бил личен приятел с принца и основал музикално училище, което подготвяло певци и музиканти с въздействащо изпълнение поне две поколения след него.
Според историците Зиряб бил добре известен с тъмния цвят на кожата си и с красивия си певчески глас, което вдъхновило появата на прякора му, за който се казва, че означава „черна птица“. Ал-Маккари по-нататък заявява в своя Nafh al-Tib („Благоуханен бриз“), че „Никога, преди или след него (Зиряб), не е имало човек от неговата професия, който бил толкова обичан и уважаван.“

### Музика
Счита се, че Зиряб усъвършенствал инструмента уд (или „лауд“, испанската дума за лютня), добавяйки пети чифт струни и използвайки орлово перо или клюн вместо дървено перце. Зиряб също така боядисал 4-те струни в цветове, за да символизира Аристотелианските настроения, както и 5-ата, за да изобрази душата. Казва се, че създал уникален и вдъхновяващ стил на музикално изпълнение и написал песни, които били изпълнявани в Иберия с поколения. Той имал огромно влияние върху испанската музика и е считан за основател на андалуските музикални традиции в Северна Африка.
Багдадският музикален стил на Зиряб станал много популярен в двора на Абд ал-Рахман II. Зиряб също станал пример как дворянин, личност, която посещава аристократични дворове, трябва да се държи. Според Ибн Хайян той, също като много ерудирани мъже на своето време, бил запознат подробно с много области на класическото обучение като астрономия, история и география.
Според ал-Тифаши, Зиряб популяризирал ранна поредица песни, които са вероятния предшественик на „науба“ (първоначално само „обръщение“ на изпълнителя към принца, преди да свири или пее за него) или „Нуба“, което е познато днес като класическата арабска музика на Северна Африка, макар че връзките са далеч от добри.
Абд ал-Рахман II бил голям покровител на изкуствата и на Зиряб била предоставена голяма свобода на действие. Той създал едно от първите музикални училища в Кордоба. То включвало и мъже, и жени (обикновено робини), които ученици били много популярни сред аристокрацията на своето време. Според Ибн Хайям, Зиряб разработил разнообразни изпити за тях. Ако например някой ученик нямал големи певчески способности, Зиряб слагал парчета дърво в челюстите им, за да ги накара да си държат устата отворена. Или връзвал пояс около талията им, за да ги накара да дишат по специфичен начин. Също така изпитвал бъдещите си ученици колко силно и колко продължително могат да пеят, за да определи обема на белите им дробове.

### Семейство
Според главния източник, Ибн Хайян, Зиряб имал 8 синове и 2 дъщери. Петима от синовете и двете му дъщери станали известни музиканти. Децата запазили музикалното училище на баща си живо, а робините певици, които обучавал, също били считани за благонадежден източник на неговия репертоар за бъдещите поколения.

### Мода и хигиена
Зиряб имал дълготрайно влияние върху модата, пренасяйки стилове от Средния Изток в Ал-Андалус, включително изтънчени стилове на обличане, основани на сезоните и частите от деня. Зимните костюми, проектирани от Зиряб, били тъмни на цвят, направени от топъл памук, въ̀лна или въведеното от него кадифе. Летните му дрехи били от прохладни и леки материи като памук, коприна и лен, в ярки и светли цветове. Брилянтните цветове за тези дрехи били произведени в най-напредничавите работилници за щавене и боядисване в мюсюлманския свят. През 12 век имало над 86 работилници за щавене и 116 за боядисване само във Фес, Мароко.
Зиряб започнал мода да се сменят дрехите според атмосферното време и сезона. Той предложил различно облекло за сутрин, следобед и вечер. Анри Терас, френски историк от Северна Африка, коментира, че легендата приписва на Зиряб зимния и летния стилове на обличане и „разкошното облекло на Ориента“, намерени в днешно Мароко, но твърди, че: „Без съмнение сам човек не може да постигне тази промяна. Това е по-скоро разработка, която разклаща из основи мюсюлманския свят...“
Той създал нов тип дезодорант, поощрява сутрешните и вечерните бани и набляга на поддържането на лична хигиена. Счита се, че Зиряб е изобретил ранна паста за зъби, която разпространил навсякъде в Ислямска Иберия. Точните ѝ съставки понастоящем не са известни, но според сведенията била „функционална и приятна на вкус“.
Според ал-Маккари, преди заминаването на Зиряб, всички хора от ал-Андалус, в кордобския двор, носели дълги коси, разделени в средата и висящи свободно надолу до раменете, и мъже и жени; косата на Зиряб била подстригана с бретон надолу до веждите и право през челото, „нови къси прически, оставящи врата, ушите и веждите свободни“. Той популяризирал бръсненето сред мъжете и полага нови тенденции в подстригването. Кралските особи си миели косата с розова вода, но Зиряб въвел употребата на соли и благоуханни масла за подобряване състоянието на косата.
Зиряб според някои отворил салони за красота за жените от кордобския елит. Все пак това не е потвърдено от ранните източници.

### Кулинарно изкуство
Той бил пълен господар на кулинарната мода и вкус, който „променил коренно местната кухня“, включвайки нови плодове и зеленчуци като аспарагус и въвеждайки 3-степенното меню, сервирано върху кожени покривки за маса, настоявайки ястията да бъдат сервирани в 3 отделни степени: супа, основно ястие и десерт. Въвел също употребата на кристални съдове за напитки, които били по-ефективни от металните бокали. Преди неговото време храната била сервирана в равни чинии върху непокрити маси, както е в случая с римляните.

## Наследство
Еварист Леви-Провенсал, известният историк на испанската цивилизация, казва за Зиряб: „той е бил гений и неговото влияние върху испанското общество по негово време не само обхващало музиката, но и всички аспекти на Обществото“. Титус Буркхардт, германският историк на исляма, пише: „той бил гениален музикален учен и в същото време е човекът, пренесъл арабската музика в Испания и постепенно до целия западен свят“. Зиряб променил из основи двора в Кордоба и го превърнал в стилистична столица на времето си. При всички положения с въвеждането на нови дрехи, стилове, храни, хигиенни продукти или музика Зиряб променил ал-андалусийската култура завинаги. Музикалният принос на самия Зиряб е голям, полагайки ранната основа за класическата испанска музика. Зиряб издигнал музиката и стила и се превърнал в революционна културна фигура на 8-и и 9 век в Иберия.